# Сталін: в очікуванні Гітлера, 1929-1941
Сталін: в очікуванні Гітлера, 1929—1941 (англ. Stalin: Waiting for Hitler, 1929-1941) — другий том розлогої тритомної біографії Сталіна американського історика та професора історії Принстонського університету Стівена Коткіна. Вперше опублікований у жовтні 2017 р. у видавництві «Penguin Random House» (книжкова та електронна версії), а в грудні 2017 р. у видавництві «Recorded Books» у вигляді аудіокнижки. В листопаді 2018 р. перевиданий у «Penguin Random House» у м'якій обкладинці. Попередній, перший том під назвою «Сталін: Парадокси влади, 1878—1928» вийшов друком у видавництві «Penguin Random House» 2014 року, а третій і останній — «Прорахунок і затемнення Мао» планується видати після 2020 р.
Твір є водночас політичною біографією, що висвітлює життя Сталіна в контексті його причетності до російської, а потім і радянської історії, і — меншою мірою — особистісною біографією, яка описує подробиці його приватного життя, прив'язуючи його до його життя як публічної особи — революціонера, вождя і диктатора. «Independent» у своїй рецензії написала, що біографія Коткіна «має більше спільного з історією, ніж із біографією».

## Синопсис

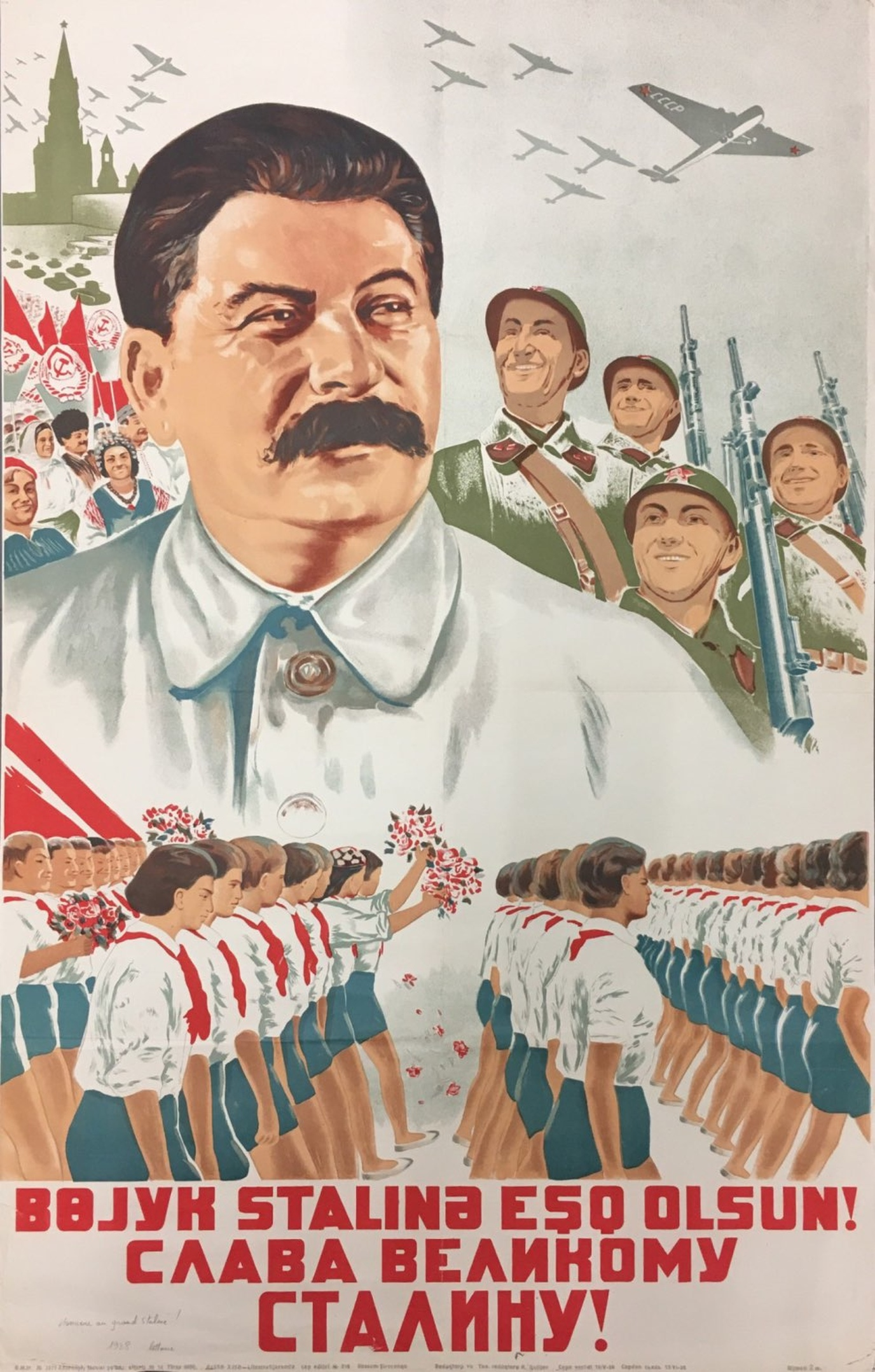
Радянський пропагандистський плакат із зображенням Сталіна, 1938 р.

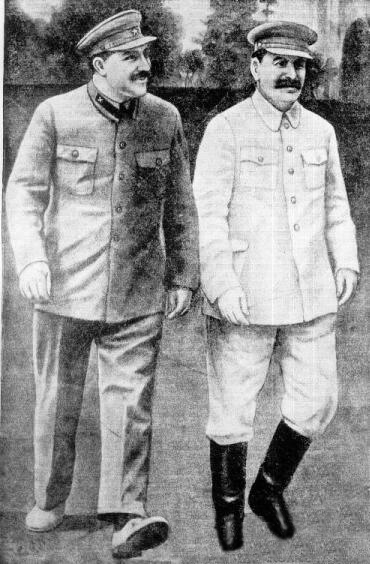
Сталін з Кагановичем під час Голодомору

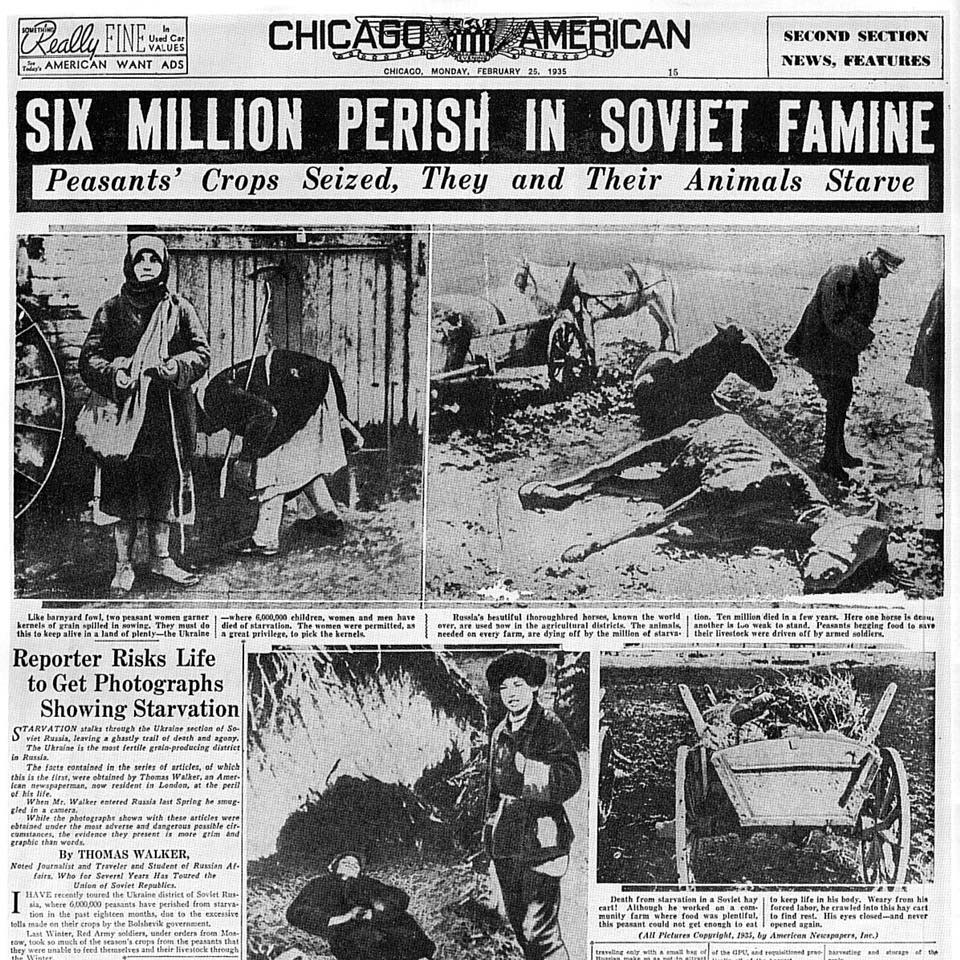
Газета з повідомленням про голод в Україні

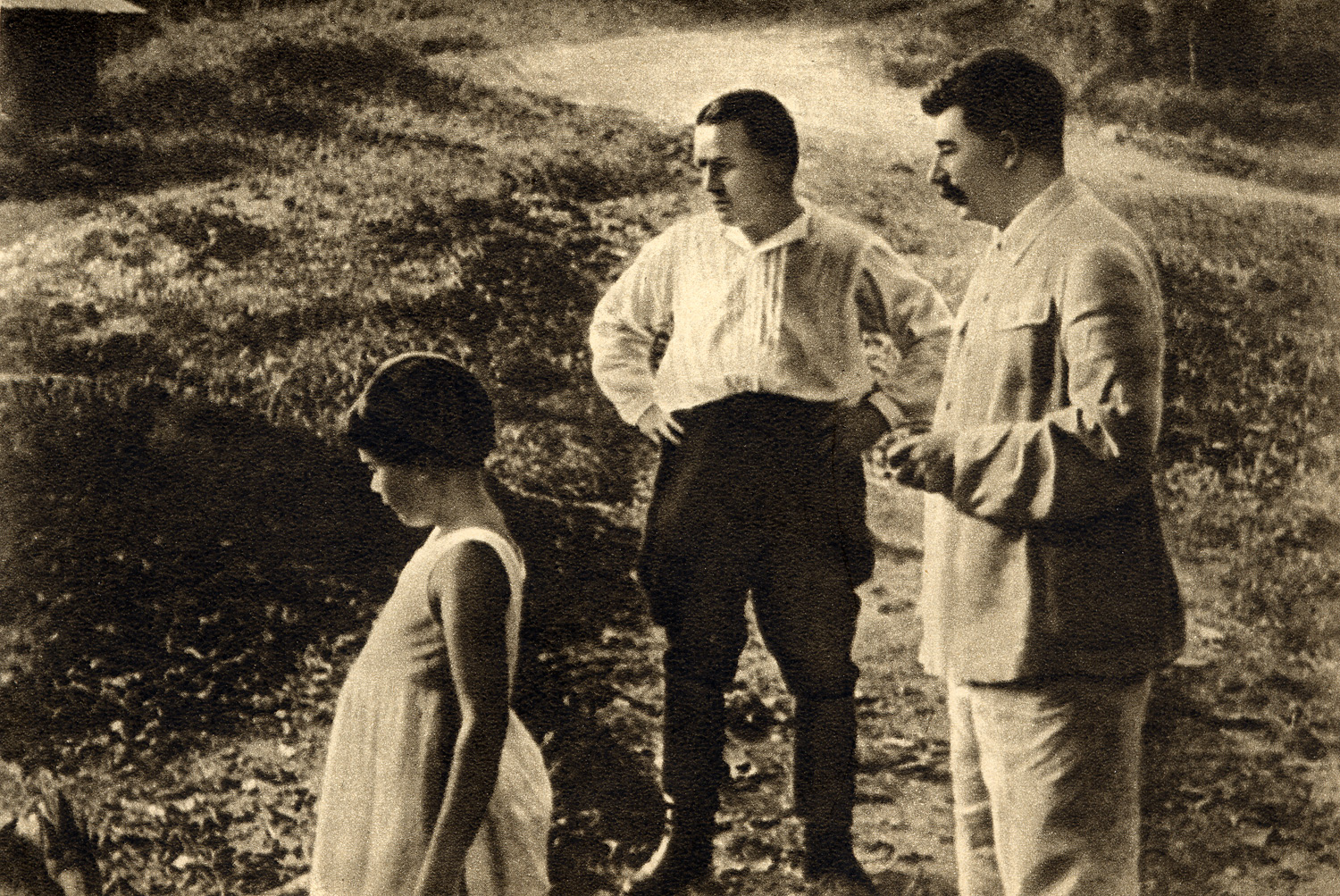
Сталін і його дочка з Кіровим

Марк Етвуд Лоуренс у своїй рецензії на книжку «Сталін: в очікуванні Гітлера, 1929-1941» для «The New York Times» цитує оцінку Вінстона Черчілля 1939 року про розуміння сталінського Радянського Союзу: «Це, — сказав Черчілль, — загадка, загорнута в таємницю всередині головоломки». Всупереч оцінці Черчілля Стівен Коткін намагається розгадати і зрозуміти Сталіна та його Радянський Союз у другому з трьох томів біографії Сталіна.
У першому томі біографії Коткін докладно описав, як світ, у якому Сталін народився, виліпив його особистість і сформував його погляди, перетворюючи його на особу, яка, в свою чергу, виліпить більшовицьку партію і сформує радянський уряд, де в обох випадках посяде панівне становище. У цьому другому томі автор починає досліджувати і розуміти особу, яка посяде панівне становище в партії і уряді, та її еволюцію від диктатора до деспота, від безжального і жорстокого революціонера до масового вбивці та архітектора геноциду. Марк Етвуд Лоуренс безпосередньо цитує Коткіна. «Диктатор вважав, — твердить Коткін, — що наймогутніші країни світу досягли і зберегли свій статус великої держави, оволодівши сукупністю сучасних атрибутів: масовим виробництвом, масовим споживанням, масовою культурою, масовою політикою».

## Обсяг
Том охоплює часовий проміжок із 1929 року, від знищення «правого ухилу», і закінчується наближенням нацистсько-радянської війни в 1941 р. Біографію складають три розділи, що висвітлюють три головні події, які розгорталися в Радянському Союзі протягом 1929—1941 рр.: колективізація сільського господарства на початку 1930-х рр., що супроводжувалася прагненням до масової стрімкої індустріалізації в СРСР, Великий терор 1937-38 рр. і, нарешті, відносини між сталінським Радянським Союзом та нацистською Німеччиною, які почалися з пакту Молотова — Ріббентропа, що в кінцевому підсумку заклало основу для подій у заключній частині тому — напередодні вторгнення Німеччини до СРСР.

## Парадокси, біографія та історія
Зберігаючи манеру попереднього тому, «В очікуванні Гітлера» — це щось більше, ніж біографія окремо взятої людини: це і біографія особи (не скільки особиста, стільки політична), і історія часу та місця, на яке вони впливали. Коткін чудово справляється з поданням дій Сталіна в геополітичному контексті, який охоплював іспанську громадянську війну, японську агресію проти Китаю, пошук колективної безпеки в 1930-х роках і багато іншого. Автор показує, що диктатор був поглинутий як державним будівництвом, так і внутрішньою політикою. У цьому контексті Коткін переконливо стверджує, що між комуністичною метою світової революції та відданістю диктатора відродженню Росії у статусі великої держави не було ніякої суперечності.
У продовження теми першого тому «Сталін як парадокс влади» Коткін далі досліджує парадокси, які, схоже, визначають його предмет розгляду. Відома радянологиня Шейла Фіцпатрік написала в «London Review of Books»: «Сталін — це сам парадокс. Він віспуватий і фізично невиразний, але харизматичний; азартний гравець, але обачний; не зупиняється перед перспективою масового кровопролиття, але не зацікавлений в особистій участі. Цинічний до мотивації будь-кого іншого, він сам «жив і дихав ідеалами». Підозріливий до «випещених інтелігентів», він був всеїдним читачем, який із «разючим» успіхом поставив собі на службу російську творчу інтелігенцію. Схильний до параної, він все ще міг тримати її під контролем. Надзвичайно підозріливий майже до всіх, він був недостатньо підозріливим до Гітлера.»

## Колективізація та голодомори
Автор детально описує те, як Сталін покінчив із «поступками» Леніна радянському селянству, та подальшу геноцидну кампанію колективізації, знищення класових ворогів чи куркулів і масовий голод, спричинений вилученнями зерна. З'ясовано співпричетність найближчого оточення Сталіна та їхню безпосередню участь у формуванні цієї політики та її реалізації, як і їхня обізнаність із її наслідками на селі. Автор чітко вказує на ці вилучення зерна як на першопричину рукотворного голоду в Україні, на Нижній Волзі та в Казахстані.
Шейла Фіцпатрік пише про один із суперечливих висновків Коткіна: хоча політика Сталіна була причиною випадків масового голоду і він та його найближче оточення цілком усвідомлювали наслідки голодоморів та не робили нічого, щоб зупинити або пом'якшити їх, Сталін не намагався навмисно винищити селян. Фіцпатрік пише: «Це однозначне заперечення погляду, доволі поширеного серед українців і відображеного, зокрема, у нещодавній розвідці про голод в Україні Енн Епплбаум. На погляд Коткіна, «дії Сталіна не свідчать про те, що він намагався винищити селян чи етнічних українців... Не було «українського» голоду; голод був «радянським». Фактично казахи постраждали набагато більше, ніж українці: до 1,4 млн смертей із загальної кількості населення 6,5 млн, порівняно з 3,5 мільйонами смертей України з 33 мільйонів. Але Сталін не намагався конкретно цілитися і в казахів, хоча в цьому регіоні колективізація супроводжувалася смертоносною політикою примусового оселення кочовиків. Він намагався отримати якомога більше зерна та інших продуктів харчування у селян, які не хотіли цього всього віддавати».

## Особиста трагедія, чистки та кровопролиття
Пов'язуючи особистий досвід Сталіна з досвідом СРСР, Рональд Григор Сюні пише: «Радянський Союз був глибоко ізольований, як і сам Сталін, особливо після самогубства його дружини в 1932 році та вбивства його друга Сергія Кірова в 1934». Два найбільш особисті епізоди, про які оповідає Коткін, — це смерть його дружини Надії Аллілуєвої 1932 року та його найкращого друга Сергія Кірова 1934 року. Обидві події мали великий психологічний вплив на Сталіна. Однак автор не проминає нагоди пов'язати ці події з великим політичним світом Радянського Союзу, а особливо з внутрішньопартійними конфліктами та остаточними чистками старих більшовиків, що відбудуться далі. Володимир Тісменяну пише: «Коли 1 грудня 1934 р. його найближчого друга Кірова було застрелено в Ленінграді, Сталін відразу припустив, що вбивство було політично мотивованим, і пов'язав його з колишніми внутрішньопартійними опозиціонерами. ... Для Коткіна це ключова частина пояснення потаємних думок Сталіна в той момент, коли він вирішив ігнорувати відчайдушні прохання Бухаріна звільнити його від смертної кари. Ліквідація Бухаріна та Олексія Рикова (наступника Леніна на посаді голови Раднаркому) довершила знищення ... Людина, яку колись Троцький необачно (і неточно) назвав «найяскравішою посередністю в ЦК», знищила всіх своїх суперників. У цей момент партія та її історія повністю належали Сталіну.»
Великі чистки зображуються у всьому їхньому страхітті, і автор подає докладний опис того, як Сталін відповідав за їхнє започаткування і перебіг, і що його найближче оточення було співучасниками, іноді добровільними, а іноді з причин самозбереження. Коткін показує, як Сталін використовував перевірку на крайню лояльність щодо свого найближчого оточення, їхню готовність брати участь у знищенні власних сімей як знак вірності деспоту понад усе; ті, хто її пройшов, могли залишитися, ті, що ні, врешті поділяли долю тих, кого марно пробували захистити. Коткін яскраво описує апокаліптичний світ, створений чистками, всюдисущий страх арешту органами НКВС, нескінченне коло доносів у зазвичай марних зусиллях урятуватися, криваву тінь таких фігур, як Генріх Ягода, Микола Єжов і Лаврентій Берія.
Одне з найбільш обговорюваних питань, пов'язаних із Великим терором, — це те, чому Сталін вирішив розгорнути кампанію, таку руйнівну для партії, уряду та війська, до побудови яких він свого часу доклав зусиль. Сюні пише про відповідь Коткіна: «він твердить, що причина криється у певній ментальності, що зародилася у марксизмі і смертоносно сполучилася зі своєрідною психологією Сталіна.» «Поєднання комуністичного способу мислення та політичної практики, — доводить він, — з демонічним розсудком Сталіна і політичними здібностями дозволило приголомшливе кровопускання. Сприйняті імперативи безпеки та потреба в абсолютній єдності знову обернули прагнення Росії побудувати сильну державу в особисте правління. ... Тиранія має циркулярну логіку: як тільки диктатор досяг верховної влади, його ще більше затягує спокуса її утримати, що спонукує його прополювати власні ряди рівновеликих потенційних претендентів.» «Хай які шкідливі були чистки, Сталін був не ірраціональним, а здатним до розрахунку і стратегії», — твердить Коткін.
Ще одне поширене запитання, яке багато людей ставлять про Великий терор, полягає в тому, як і чому Сталін зумів провести чистку і не наразився на опір або не став жертвою цього процесу. З цього приводу Марк Етвуд Лоуренс зазначає, що найбільш вражаючим внеском Коткіна є дослідження причин чому Сталін наштовхнувся на невелику опозицію, коли сваволив у своїй країні. «Кар'єризм і бюрократичні стимули у грізному апараті репресій Радянського Союзу мали щось спільне, — пише Коткін, — як і монополія партії на інформацію та сприйнятливість громадськості до диких заяв про небезпеку підриву зсередини. Сталінізм таким чином був настільки запущений знизу, наскільки і нав'язаний зверху».

## Очікування закінчилося з прибуттям Гітлера
Звертаючись до завуальованого порівняння Гітлера і Сталіна — невисловленої теми, яка проходить через книжку, поки не вирветься назовні у третьому розділі твору, Володимир Тісменяну пише: «ця книжка не тільки про Сталіна та його суперників з числа більшовицької еліти, і вона також не обмежується впливом міжнародних криз на вибір Сталіна. Це розгорнутий трактат про вибухонебезпечну конкуренцію та неминучу битву між двома керованими ідеологією диктаторами — Йосипом Сталіним і Адольфом Гітлером. Вони були надзвичайно різними істотами в біографічному та культурному плані, проте їх єднала незнижувана ворожість до буржуазного світу.» Під дещо іншим кутом зору Шейла Фіцпатрік порівнює погляди Коткіна на геополітичний світогляд Сталіна з іншими. Вона пише: «у прочитанні Коткіна Сталін не «верховний реаліст — терплячий, меткий і непримиренний», як це описував Генрі Кіссінджер, або навіть «раціональний і незворушний державний діяч, що слідує традиційним російським імперативам», як його змалював ізраїльський історик Габріель Городецький. Сталін Коткіна меткий і розбитний, але іноді аж надто розбитний для свого ж блага. Він робить помилки і подеколи дозволяє засліпити себе одержимістю ... Сталін неправильно оцінив Гітлера, вважаючи, що той ніколи не наважиться на двофронтову війну, а також те, що того у будь-яких планах вторгнення можуть переконати економічні переваги пакту 1939 р. А цей пакт, як його бачив Сталін (у викладі Коткіна), був «чудодійним» досягненням, яке «відвернуло німецьку бойову машину, щедро забезпечило німецькими верстатами, дозволило відвоювати та радянізувати царські прикордонні землі і відновило СРСР у ролі арбітра світових справ».
Як, можливо, про найбільший парадокс життя Сталіна Рональд Григор Сюні пише про Сталіна і Гітлера: «Одур полювання на шпигунів і диверсантів потряс Радянський Союз наприкінці 1930-х років, коли Йосип Сталін спонукав своїх правоохоронців до викриття троцькістсько-фашистських, правих і лівих ухильників, шкідників і прихованих ворогів із партійними квитками. Проте якщо застосувати збочену логіку сталінізму, найбільшим диверсійним агентом, що підривав обіцянку революції 1917 року і перетворював сподіванки мільйонів на криваву деспотію — об'єктивно, як це б сказали сталіністи — був сам диктатор. Сталін убив більше комуністів і зробив більше для підриву міжнародного комуністичного руху, ніж Адольф Гітлер. Скоріше не товариші Леніна Лев Каменєв, Григорій Зінов'єв, Микола Бухарін і Лев Троцький були спільниками Гітлера, як вони були неправдиво звинувачені на великих показових процесах 1936—1938 рр., а сам Сталін, який 1939 року, як пояснював Троцький, висунув «свою кандидатуру на роль . . . головного агента Гітлера.»

## Сприйняття

### Рецензії в журналах
Книжку широко рецензували у визначних академічних журналах. Ось деякі з цих журнальних рецензій: 
- Carley, M. J. (2018). Stalin. Vol. II: Waiting for Hitler 1928–1941. Europe-Asia Studies, 70(3), pp. 477-479.
- Johnson, R. E. (2019). Stalin: Waiting for Hitler, 1929–1941 by Stephen Kotkin. International Journal, 74(3), pp. 490–492.
- Lenoe, M. (2019). Stalin: Waiting for Hitler, 1929–1941. The American Historical Review, 1241 pp. 376–377.
- Morson, G. S. (2017). Stalin’s Ism: A review of Stalin: Waiting for Hitler, 1929-1941 by Stephen Kotkin. The New Criterion, 36(3), pp. 11-15.
- Tismaneanu, V. (2018). Stalin, Vol. II: Waiting for Hitler, 1928–1941. International Affairs, 94(4), pp. 926–928.

### Популярні ЗМІ
«Сталін: в очікуванні Гітлера, 1929-1941» отримала відгуки у провідних ЗМІ, включаючи чимало рецензій видатних науковців у галузі радянської історії та сталінізму. Ось деякі з них:
- Sheila Fitzpatrick (5 квітня 2018). Just like that: Second-Guessing Stalin. London Review of Books.
- Mark Atwood Lawrence (19 жовтня 2017). A Portrait of Stalin in All His Murderous Contradictions. The New York Times.
- Joshua Rubenstein (31 жовтня 2017). Review: The Turn to Tyranny. The Wall Street Journal.
- Ronald Grigor Suny (22 листопада 2017). Terror and killing and more killing under Stalin leading up to World War II. The Washington Post.

## Виноски
1. ↑  Volume three, Miscalculation and the Mao Eclipse, 1942-1953 is an upcoming release.
2. ↑  Див. Kotkin, Waiting for Hitler, 1929-1941, с. 129.
3. ↑  Фіцпатрік посилається на книжку «Anne Applebaum, Red Famine: Stalin's War on Ukraine». І книжка Епплбаум, і Коткіна вийшли в жовтні 2017 року.